# アンゴラ赤十字社
アンゴラ赤十字社（アンゴラせきじゅうじしゃ、英: Angola Red Cross、CVA）は、アンゴラにおける赤十字社で、アンゴラの首都ルアンダに拠点を置いている。同国において緊急援助、災害救援、災害準備教育を提供している。特に近年では黄熱への対処や飢饉への対処を行っている。社長はデルフィナ・クマンダラ、事務局長はジルベルト・アントニオ・ドミンゴス。

## 概要
主に人道援助活動を行っている。2010年代以降は黄熱や飢饉への対処が主となっている。

### 目標
国際赤十字赤新月社連盟（IFRC）の戦略的目標2020（2008年採択）に沿い、2012年に、社会的弱者の命を救い、より安全で健康的な生活を可能にするため、アンゴラ赤十字社は、以下の成果を達成することを目標とした。
- 地域社会の災害対応能力を強化し、自然災害の影響を軽減

- 災害や人災に対応し、社会的に弱い立場にある人々に質の高いサービスを提供するスタッフの能力を向上させる。

- コミュニティのレジリエンスを開発し、コミュニティの生計を向上させるだけでなく

- 社会的包摂、平和と調和を促進する。

### アンゴラ赤十字社が問題視しているもの
2012年、アンゴラ赤十字社は「人間開発指数で見ると、アンゴラは世界169カ国の中で146位である。アンゴラには、医療機関へのアクセスが難しかったり、劣悪な水質と衛生環境、栄養不良、絶え間ない脅威といった大きな課題がある。また、人口の45％が発育不良の栄養失調に苦しんでいると推定されている」とした。また、同じ資料ではアンゴラ赤十字社は「乳児死亡率が22％の高さであり、その中でも死因で高いものは肺炎が25％、下痢性疾患とマラリアがそれぞれ19％である」とした。
その他、同資料の「苦しさと貧困」節では
「農村部での苦しさと貧困が顕著であり、教育の機会もなく、薬物やアルコールの乱用、犯罪や家庭内暴力の増加など、都会の路上生活に直面している。また、犯罪や家庭内暴力がアンゴラで増加している。現在までに、約600万人のアンゴラ人がルアンダの中心部に近い窮屈な住居や環境で暮らしている。一方で、アンゴラの経済は石油収入に大きく依存しているが、農業といった一次産業も徐々に成長している。農業は、主に農業・漁業組合への支援と小規模融資のおかげで、徐々に成長している。農村人口のほとんどは、川岸での自給自足農業と漁業に依存しているわけだが、カバやワニ、ゾウという危険がある。 また、問題では農村部での開発の必要性、とりわけ水力発電所の建設は、農地への氾濫を引き起こし、アンゴラの最貧層の収入と食料源を失うことになる。そして、この報告期間中に発生した最も大きな災害は洪水である」
とした。

### 黄熱病
2015年12月5日、首都ルアンダでエリトリアから来た観光客から、アンゴラで初めて黄熱が確認された。翌2016年1月20日には23人の黄熱患者が発生し、7人が死亡する事態となった。これらのことより、国全体で感染を抑止する活動が行われ、そこではアンゴラ保健省との協力の下でアンゴラ赤十字社が早い段階で活動を行った。また、同様に黄熱の危険性や予防の必要性を国民に説いた。
2016年7月15日のWHOによる状況報告を参照すると、アンゴラでは3116件の黄熱の疑いがある症例が報告され、361人が死亡し、致命率（CFR）は10％であった。これらの症例のうち、877例が実験室で確認された。
WHOもインシデント管理の一環としてチームを派遣。しかし波は止められず、コンゴ民主共和国にもその波は広がっていく一方であった。
2016年2月第1週にビアナで1回目のワクチン接種、8月頃になると18の地区で300万人を対象とした2回目のワクチン接種が行われた。一方これらの活動では、COVID-19ワクチンの接種の際起きたワクチンへの不信感のように、ワクチン忌避の姿も見られた。「ワクチンを打つと黄熱病にかかり、死んでしまう」といった内容のうわさも広がった。
しかし、2回目頃になると上記のような不信感も消えたのか、WHO、保健省、そして本赤十字社の功績により、2016年9月19日までにアンゴラの18州73市町村で予防接種を受け、累積接種数は1791万7134人（アンゴラ総人口の70％）に達した。
2017年6月にも3回目のワクチン接種が行われ、アンゴラ赤十字社も支援を行った。

### 飢饉
2022年頃になると、アンゴラ南部では雨が降らなくなり、作物が枯れ、人々は大切な家畜を食べ、すべてを売って食料を買い、そしてすべてがなくなると歩き始めた。これに対しアンゴラ赤十字社は食料、水、保健衛生支援 を提供する安定した支援を行った。2021年の支援中、クネネ州のオプウォで支援を受けた4,027人のうち、半数以上が1歳から16歳だったという。また、400人以上が授乳中または妊娠中の女性だった。

### コレラ
2006年にはアンゴラ全体でコレラが大流行した。これにより同年6月には感染者約4万4000人、死者数約1600人にまで広がった。アンゴラ赤十字社は2月より保健省との協力の下でコレラ啓発プログラムを実施した。因みに、アメリカ赤十字社も支援を行っている。

### アンゴラ赤十字社自体の腐敗
民主系メディア「Maka Angola」は「多くのメディアが、アンゴラ赤十字社は不始末と汚職にまみれていると主張している。窃盗、横領、資金流用の疑惑は無視され、地方の事務所やスタッフは資源に飢え、給与は未払いになっている」と2017年に主張した。また、2017年時点での会長が大統領の娘で大富豪であったイザベル・ドス・サントスであり、当時国営の石油会社ソナンゴルの社長であったところから始まる。その後、給与が未払いであるという告発が行われ、その告発をもみ消し、告発者に対する制裁なども行っていたことが判明する。これらのことにより、告発者は「アンゴラの財務管理は透明性に欠けるとして、アンゴラへの支援をためらう国もある」とした。また、イザベル・ドス・サントスが開いたマライア・キャリーやジョン・レジェンドを招待した寄付を募るパーティーも、結局募金された金銭の行き先が分からない事態となった。
また、複数の内部関係者は、イザベル・ドス・サントスが組織の管理規則を無視し、事務局長と役員を選出するための内部選挙を実施していないことも明らかにした。赤十字の規則における第29条と第31条では、4年ごとの内部選挙を義務づけている。関係者によると、この6年間は行われておらず、その結果、CVAの理事会は正当性を欠いていると指摘したのであった。そして当時事務局長であったアンゴラ赤十字のヴァルテル・キフィカ事務局長にこれらに関する返答を求めるも黙秘、最終的に2014年にアンゴラの経済犯罪を調査する部署（経済活動調査検査総局）に、赤十字の資金流用疑惑に関して、CVAの複数の州書記が正式な告発状を提出した。これにより、アンゴラ赤十字社の口座から、キフィカ自身の個人の口座に資金が流れていたことが判明した。

### 英国との関係
アンゴラ赤十字社と英国の関係は深い。アンゴラ赤十字社と国際赤十字の提案のもとで、1997年1月にダイアナ妃がアンゴラの地雷原を歩いて地雷反対を訴え、赤十字の保健所を訪問、2019年にはヘンリー王子が同じようにアンゴラの地雷原を歩いた。